# FLAT5th
FLAT5th（ふらっとふぃふす）は、2006年結成の岡本弥紀とRicoからなる日本の音楽制作ユニット。 AAAや伊藤由奈、柴咲コウ 等の楽曲を手がける。
2012年、Ricoはソロ活動に専念するためFLAT5thを脱退。

## メンバー
- 岡本弥紀 / FLAT5th 岡本弥紀
  - 作詞、作曲・編曲 などを担当。
- Rico / FLAT5th Rico
  - 作詞・作曲・コーラス・コーラスアレンジなどを担当。
    - ボーカリストとしても多数の作品に参加。

## 概要
それまでインディーズで別々に活動していた岡本弥紀とRicoの二人により2006年結成。主にJ-POP方面の仕事が多いが、それ以外にもアニメ主題歌・ゲーム・CM・劇伴等、その活動範囲は広い。楽曲の特徴としては、それまでの活動していたクラブミュージックでの経験を活かしたR&Bやハウス、また各種ルーツミュージックへの独自の解釈を世界観とした作品が多い。
Ricoは作詞・作曲以外にシンガーとして様々な作品にゲストボーカルとして参加。コーラス、コーラスアレンジ等の仕事もこなす。両者ともMacユーザーで主にLogic Proをメインのミュージックシーケンサーとして使用。

## 楽曲提供

### アーティスト
- AAA
  - 「MIRAGE」
    - 作詞：FLAT5th Rico

- Buono!
  - 「うらはら」
    - 作曲：FLAT5th 岡本弥紀

- earthmind
  - 「B-Bird」 
    - 作詞、コーラス：FLAT5th Rico

  - 「Kaleidoscope」 
    - 作詞、コーラス：FLAT5th Rico

  - 「Nostalgia」 
    - 作詞、コーラス：FLAT5th Rico

- 伊藤由奈
  - 「Stay for love」
    - 作曲：FLAT5th 岡本弥紀

- 浦壁多恵
  - 「TRUE　GATE」
    - 作詞：FLAT5th Rico

  - 「Will〜瞳の奇跡〜」 
    - 作詞：FLAT5th Rico

- キグルミ
  - 「ぽ、ぽろぽろり」 
    - 作詞：FLAT5th Rico

- 柴咲コウ
  - 「風ゆらのうた」
    - 作詞：FLAT5th Rico　
    - 作曲：FLAT5th 岡本弥紀

  - 「再生」
    - 作曲：FLAT5th 岡本弥紀

- 島谷ひとみ
  - 「Heavenly」
    - 作詞：FLAT5th Rico　
    - 作曲：FLAT5th 岡本弥紀

  - 「Dear...」
    - 作曲：FLAT5th 岡本弥紀

  - 「Shake it up!」
    - 作詞：FLAT5th Rico　
    - 作曲：FLAT5th 岡本弥紀

- 白石涼子
  - 「真冬の万華鏡」
    - 作詞：FLAT5th Rico

- 野中藍
  - 「Sweet Sunny Day」
    - 作詞：FLAT5th Rico

  - 「チェリッシュ」
    - 作詞：FLAT5th Rico

- 茉奈 佳奈
  - 「Hello My Days」
    - 作詞：FLAT5th Rico

### アニメ・ゲーム・舞台
- 『機動戦士ガンダムUC』  
  - 主題歌「B-Bird」 歌：earthmind
    - 作詞、コーラス：FLAT5th Rico

- 『ネギま!?夏』  
  - OP「らぶ☆センセイション」 歌：佐藤利奈、神田朱未、野中藍
    - 作詞：FLAT5th Rico

  - ED「マジカルハピネス」 歌：能登麻美子
    - 作詞、コーラス：FLAT5th Rico

- 『こいぬのじかん』
  - 「ワンだふる初デート!」 歌：名塚佳織&長谷川静香
    - 作詞：FLAT5th Rico

- 『陸上防衛隊まおちゃん』
  - 「ハートは無敵☆〜宇宙のマーチ〜」 歌：こやまきみこ
    - 作詞：FLAT5th Rico

- 『金色のコルダ2』
  - 「mermaid」 歌：加地葵/ 宮野真守
    - 作曲：FLAT5th 岡本弥紀

- 『まじかる無双天使 突き刺せ!! 呂布子ちゃん 』
  - ED「OH MY FRIEND! 〜輝き続けて〜」 歌：浦壁多恵
  - ED「あなたと接続☆」 歌：麻生夏子
    - 作詞：FLAT5th Rico

- 『ムシウタ』
  - 「銀色の羽根」 歌：一之黒亜梨子/ 水樹奈々
    - 作詞：FLAT5th Rico

- 『ネオアンジェリーク』
  - 「Hardest Squall」 歌：入野自由
    - 作曲・編曲：FLAT5th 岡本弥紀

- 任天堂wiiゲームソフト“Elebits”
  - テーマソング『The smile of you』 歌：heidy
    - 作詞：heidy/FLAT5th Rico

- 『One! -the history of Tackey-』
  - 「fly so high!」 主演：滝沢秀明
    - 作詞：FLAT5th Rico

### ゲストボーカル
- NA-3LDK
  - 『GROOVY SAUCE -Arrabbiata-』
    - 「Faraway Beach」  ボーカル、コーラス、コーラスアレンジ：FLAT5th Rico

  - 『Groovy Sauce −Genovese−』
    - 「I tempt you」  ボーカル、コーラス、コーラスアレンジ：FLAT5th Rico

  - 『COLOR OF LOVE 』
    - 「Color Of Love」  ボーカル、コーラス、コーラスアレンジ：FLAT5th Rico
    - 「Fly With Love」  作詞、ボーカル、コーラス、コーラスアレンジ：FLAT5th Rico

  - 『GROOVY SAUCE COLLECTION ' 07SS』  
    - 「Color Of Love」  ボーカル、コーラス、コーラスアレンジ：FLAT5th Rico